# 盛树仁
盛树仁（1929年—2003年12月21日），湖北省汉口市人，中华人民共和国政治人物。
1948年，考入华中大学经济系。1949年2月，参加学生运动。1963年，调入第三机械部，历任办公厅调研室副主任企业管理局副局长。1980年，调任国家机械委政策研究室副主任。1982年，调国家经委，后任中华人民共和国国家经济贸易委员会副主任。2003年，逝世。